# Meng-tchien (modul vesmírné stanice)

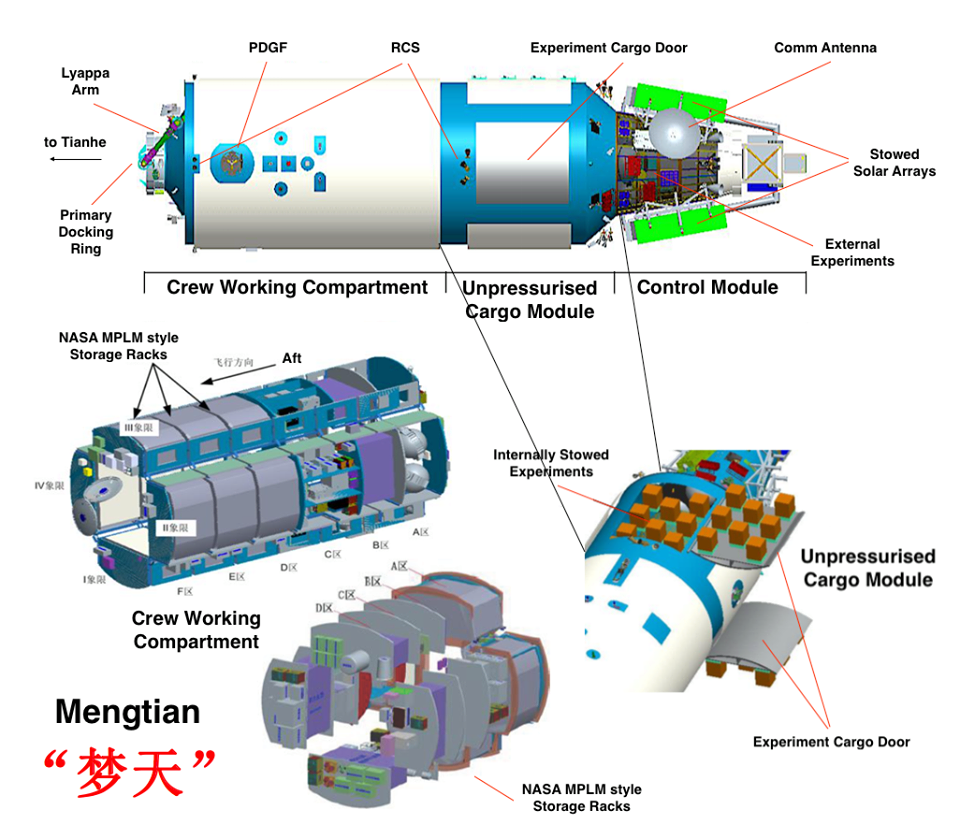
Uspořádání modulu a základních součástí vybavení.

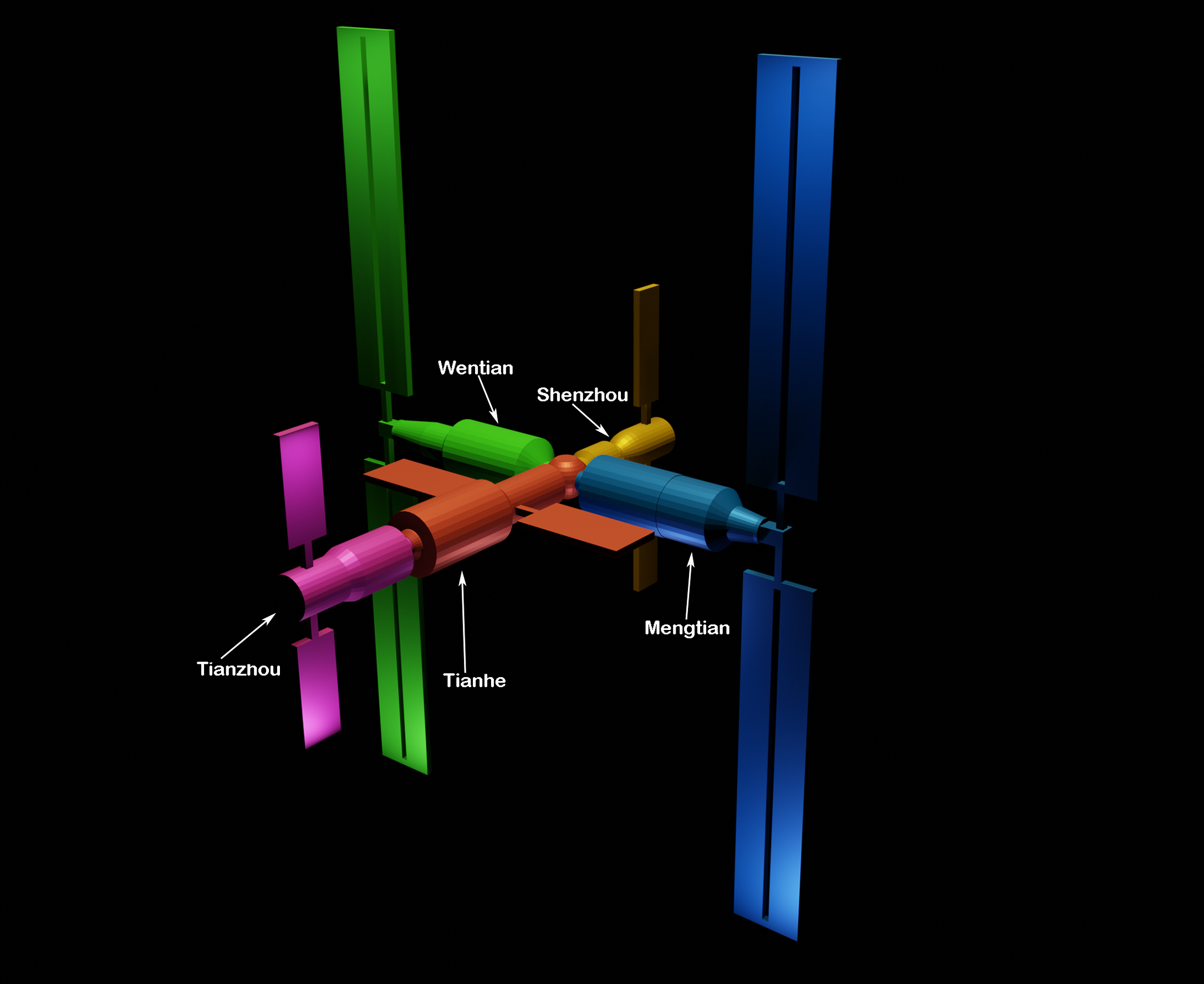
Model TSS ve finálním uspořádání – modul Meng-tchien (modře) v levém bočním portu hlavního modulu Tchien-che (oranžově), v pravém portu modul Wen-tchien (zeleně)

Meng-tchien (čínsky pchin-jinem Mèng Tiān, znaky zjednodušené 梦天; česky Snění o nebesích; anglický přepis: Mengtian) je druhý laboratorní a celkově třetí modul čínské Vesmírné stanice Tchien-kung (TSS). Vypuštěn byl 31. října 2022 a téhož dne se připojil k modulu stanice Tchien-che, který je na oběžné dráze od dubna 2021 a tvoří jádro TSS.

## Modul
Modul Meng-tchien je – stejně jako dříve vypuštěný modul Wen-tchien – je válcovité těleso dlouhé 17,9 metru, postupně se zužující z maximálního vnějšího průměru 4,2 metru. Bez paliva potřebného k dostižení stanice je kolem 20 tun, vzletová hmotnost asi 23 tun. Oba moduly také mají shodně 36 pohonných trysek, z nichž 4 větší jsou určeny pro orbitální manévry při příletu modulu ke stanici a zbývajících 32 je určeno pro jemné řízení polohy. Do elektrického systému TSS každý z modulů přispívá dvěma páry fotovoltaických panelů, jejichž celkové rozpětí po plném roztažení přesahuje 50 metrů a plocha každého z obou panelů je asi 110 m2.
Podobnost s Wen-tchianem však končí u vnitřního uspořádání. Meng-tchien nemá obytnou sekci s kabinou na spaní, ale je plně určen pro vědecké experimenty – je na nejvyšší možnou míru vyplněn 13 standardními víceúčelovými skříněmi pro vědecké experimenty a pro pohyb posádky zbývá 32 m3 (v modulu Wen-tchien je to 50 m3). Vědecká aktivita se bude týkat zejména základní fyziky, fyziky kapalin, vědy o materiálech a spalování a letecké a kosmické techniky. Další experimenty mohou být umístěny i do 37 standardizovaných adaptérů na vnější straně modulu, aby byly vystaveny extrémním změnám teplot ve volném prostoru, vakuu, kosmickému záření a slunečnímu větru. Zevnitř modulu budou propouštěny prostřednictvím experimentální nákladové přechodové komory v zadní (při startu horní) části modulu. V přední (při startu spodní) části modulu je samozřejmě průlez se spojovacím mechanismem, kterým je modul připojen k základnímu modulu Tchien-che.

## Průběh letu
Modul byl vypuštěn 31. října 2022 v 07:37:23 UTC na raketě Čchang-čeng (Dlouhý pochod) 5B z kosmodromu Wen-čchang. Významná shoda s modulem Wen-tchien se projevila i ve stejné trajektorii a době letu k TSS – také Meng-tchien se k ní dostal za 13 hodin a připojil se ve 20:27 UTC k přednímu (forward) portu modulu Tchien-che. Posádka stanice ale od něj Meng-tchien už 3. listopadu 2022 v 0:48 UTC odpojila pomocí robotického ramene, rotačním pohybem o 90 stupňů ho přesunula před levý dokovací port modulu Tchien-che a v 01:17 UTC Meng-tchien k tomuto portu připojila. Po dokončení pevného připojení v 01:32 UTC a dalších obvyklých krocích posádka do modulu Meng-tchien poprvé vstoupila v 07:32 UTC.
Ani tentokrát – stejně jako v obou případech předchozích modulů Tchien-che a Wen-tchien – CNSA nezajistila řízený zánik centrálního stupně rakety Čchang-čeng 5B. Několik dní tak nebude jasné, kam dopadnou její trosky, které po neřízeném vstupu do atmosféry neshoří. Americké velitelství pro vesmírné aktivity U. S. Space Command prostřednictvím á detekční a sledovací služby Space Track 3. listopadu 2022 oznámilo, že modul vstoupí do atmosféry o den později zhruba v 16:00 UTC (s rozpětím ± 9 hodin). A 4. listopadu velitelství sdělilo, že modul vstoupil do atmosféry nadvakrát v 10:01 UTC a o pět minut později na jižním Tichým oceánem.